# Corcoran Gallery of Art
Corcoran Gallery of Art är ett amerikanskt konstmuseum i Washington, D.C.
Museet uppfördes 1869 och byggdes ut 1897. Inriktningen är amerikansk konst, men museet uppvisar också verk av europeiska konstnärer. Samlingarna omfattar konstnärer som verkat på 1800- och 1900-talet, målningar och teckningar, men även skulpturer och fotografier.